# Кернс
Кернс (нем. Kerns) — коммуна в Швейцарии, в кантоне Обвальден.
Население составляет 6332 человека (на 31 декабря 2020 года). Официальный код — 1404.

## История
Была впервые упомянута как Chernz в 1036 году, хотя это упоминание было обнаружено в копии, датируемой XIV веком. После 1101 года упоминается как Chernes.

## География
Площадь Кернса по состоянию на 2006 год составляла 92,6 км². Из этой площади 46,7 % используется в сельскохозяйственных целях, в то время как 28,8 % покрыто лесами. Из остальной части земли 2,5 % заселено (здания или дороги), а остальная часть (21,9 %) непродуктивна (реки, ледники или горы).
Муниципалитет расположен на террасе на юго-западном склоне гор Штансерхорн и Арвиграт в долинах Сарнерааталь и Мельхталь. Это самый крупный муниципалитет в кантоне. Он состоит из деревни Кернс с участками Дорф, Зибенайх, Виссерлен, Хальтен и Дитрид, деревушек Санкт-Никлаузен и Мельхталь, а также курорта Мельхзее-Фрутт.

## Демография
Население Кернса (по состоянию на 31 декабря 2020 года) составляет 6332 человека. По состоянию на 2007 год 8,0 % населения составляли иностранные граждане. За последние 10 лет численность населения выросла на 7,9 %. Большая часть населения (по состоянию на 2000 год) говорит на немецком языке (96,2 %), при этом албанский язык является вторым по распространенности (1,3 %), а португальский — третьим (0,5 %).
По состоянию на 2000 год гендерное распределение населения составляло 49,8 % мужчин и 50,2 % женщин. По состоянию на 2000 год насчитывалось 1700 домашних хозяйств, а в 2008 году в Кернсе насчитывалось 2110 домашних хозяйств, из них 15 в Санкт-Никлаузене, 180 в Мельхтале и 15 в Мельхзее-Фрутте.
На федеральных выборах 2007 года самой популярной партией была SVP, которая получила 38,1 % голосов. Следующими тремя наиболее популярными партиями были CVP (36,6 %), SPS (8,3 %) и прочие (16,9 %).
Уровень безработицы в Кернсе составляет 0,85 %.
По состоянию на 2007 год религиозное распределение населения составляло: 4654 или 83,6 % являются католиками, в то время как 251 или 4,5 % принадлежали к Швейцарской реформатской церкви. 660 человек (около 11,86 % населения), которые принадлежат к другой церкви (не указанной в переписи) или не принадлежат ни к одной церкви.
Историческая численность населения приведена в следующей таблице:

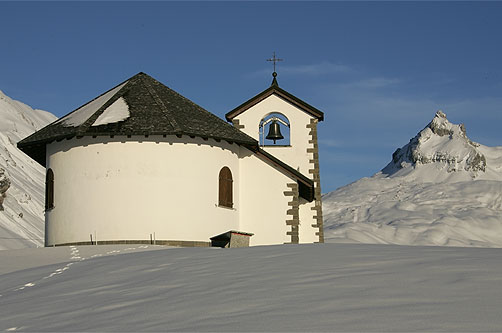
Часовня в Мельхзее-Фрутт

| Год  | Население |
| ---- | --------- |
| 1744 | 1,820     |
| 1758 | 1,695     |
| 1799 | 1,999     |
| 1811 | 2,236     |
| 1850 | 2,509     |
| 1900 | 2,392     |
| 1950 | 3,406     |
| 1960 | 3,553     |
| 1970 | 3,881     |
| 1980 | 4,200     |
| 2000 | 5,101     |
| 2007 | 5,523     |

## Известные уроженцы

Вид с высоты 200 м, Вальтер Миттельхольцер (1919)

- Виктор Рётлин — марафонец.